# گمینا سولنچنو
گمینا سولنچنو (به لهستانی:  Gmina Sulęczyno) یک گمینا در لهستان است که در شهرستان کارتوزه واقع شده‌است. گمینا سولنچنو ۱۳۱٫۳۱ کیلومتر مربع مساحت و ۴٬۸۸۶ نفر جمعیت دارد.